# Чернявський Василь (запорозький старшина)
Чернявський Василь — (роки життя невідомі) — запорозький старшина, згодом російський урядовець — секретар Колегії закордонних справ.

## З життєпису
За завданням царського уряду був посланий на Запорожжя для озслідування взаємних скарг і претензій козаків і татар. Підсумком перебування Чернявського серед запорожців став його «Опис Запорозької Січі» (1766), в якому містяться цінні відомості про кордони
Вольностей Війська Запорозького низового, адміністративний і господарський устрій запорозьких паланок, статистичні дані й господарські відомості про запорозькі зимівники і слободи тощо. Твір Чернявського опублікований 1852 як додаток до виданої тоді праці С.Мишецького.